# Gavrilo Princip
Gavrilo Princip (25. juli 1894 – 28. april 1918) var en bosnisk-serbisk oprører og medlem af oprørsorganisationen "Ungt Bosnien". Gavrilo Princip udførte attentatet den 28. juni 1914 i Sarajevo, hvor den østrigske tronfølger ærkehertug Franz Ferdinand og dennes hustru hertuginde Sophie blev myrdet. Attentatet ledte til 1. verdenskrig.
Princip blev efterfølgende anholdt og idømt 20 år fængsel. Han døde af tuberkolose i 1918.

## Opvækst og ungdom
Princip blev født i Obljaj, Bosansko Grahovo, nu i Bosnien-Hercegovina i en fattig bondefamilie. Faderen, Petar Princip, havde kæmpet mod osmannerne under Hercegovinaopstanden (1875–77). Da Gavrilo Princip blev 13 år blev han sendt til Sarajevo, der var hovedstad i det østrigsk besatte Bosnien, for at gå på handelsskolen. Efter tre år på handelsskolden blev han optaget på gymnasiet i Sarajevo, hvor han blev politisk interesseret. Han blev i 1911 medlem af den serbisk-bosniske gruppe Ungt Bosnien (Mlada Bosna), som arbejdede for selvstændighed for Bosnien og panslavisme. Han flyttede til Beograd i Serbien i 1912, hvorefter han og to andre blev trænet af oprørsbevægelsen "Den sorte hånd". Efter at have deltaget i anti-østrigske demonstrationer i Sarajevo blev han bortvist fra skolen. Han gik herefter til fods til Beograd i Serbien for at fortsætte sin uddannelse. Under den 1. Balkankrig drog Princip til det sydlige Serbien for at melde sig til de serbiske militser, der kæmpede mod osmannerne, men blev afvist, da han var for lille og for svag.

## Attentatet
Balkan havde i en længere årrække været skueplads for intern og ekstern uro. Balkan havde i århundreder været en del af Det Osmanniske Rige, men i takt med rigets svækkelse havde stormagterne Østrig-Ungarn og Rusland søgt at øge deres indflydelse i området, og osmannerne var gennem krige mod Rusland og mod østrigerne gradvist blevet presset længere sydpå på Balkan. Samtidig var der blandt den overvejende kristen-ortodokse befolkning stærke nationalistiske og panslaviske strømninger. Østrig-Ungarn havde i 1908 annekteret Bosnien, hvilket havde ledt til betydelig utilfredshed blandt nationalistiske bosniere og serbere, og der var blandt disse en stærk anti-østrigsk og panslavisk stemning. Oprørsbevægelsen Den sorte hånd ønskede på militant vis at befri alle sydslaviske områder fra østrig-ungarsk indflydelse.
Gavrilo Princip ønskede efter skuffelsen over at være blevet erklæret uegnet til at deltage i krigstjeneste at udføre en heltedåd. Mens han var i Beograd, så han i en avis, at den østrigske ærkehertug ville besøge Sarajevo i juni. Princip besluttede, at han ville lede et attentat mod ærkehertugen under besøget og overtalte nogle venner, Trifko Grabež og Nedeljko Čabrinović, til at deltage i attentatet. Ciganović var medlem af organisationen Den sorte hånd og sørgede gennem organisationen for at skaffe våben til attentatet; fem Browning pistoler og seks håndgranater samt giftampuller til brug for selvmord. De tre tog den 28. maj 1914 hver for sig fra Beograd til Sarajevo for sammen at udføre attentatet på ærkehertugen. Før Princip tog afsted, bad han sin tidligere bofælle Danilo Ilić om at skaffe yderligere mænd til attentatet, hvilket Ilić gjorde.
Ærkehertugen ankom til Sarajevo med sin hustru, Sophie Chotek, til Sarajevo den 28. juni 1914 og kørte i kortege i bil mod byens rådhus. Princip og fem andre nationalister var placeret langs ruten med henblik på at gennemføre attentatet. Da kortegen nåede Nedeljko Čabrinović, kastede han en håndgranat mod ærkehertugens bil. Bilens chauffør så granaten og accelererede, og granaten, der havde en ti sekunders forsinkelse, eksploderede under en af de andre biler i kortegen, hvor to passagerer blev alvorligt såret. Efter Čabrinović' mislykkede forsøg, kørte kortegen væk, og Princip og de øvrige nationalister kunne ikke gennemføre attentatet på kortegen.
Efter ærkehertugen havde holdt tale på rådhuset, tog han til hospitalet i Sarajevo for at hilse på ofrene for attentatforsøget. Der blev planlagt en ruten uden om centrum for at undgå at køre gennem byens smalle gader, men ikke alle chauffører i kortegen fik besked om ændringen af ruten. Princip forsøgte at gennemføre attentatet på ærkehertugen på dennes vej tilbage fra rådhuset og havde taget opstilling i en af Sarajevos gader i håbet om, at ærkehertugen ville køre forbi denne gade på hjemturen. På vejen mod hospitalet drejede kortegens første to biler, og herefter ærkehertugens bil, ned ad den sidegade, hvor Princip havde taget opstilling foran en delikatessebutik. Den fjerde bil i kortegen råbte til de øvrige, at de var kørt forkert, hvorefter kortegen stoppede, og ærkehertugens bil begyndte at bakke tilbage. Gearet satte sig imidlertid fast. Princip gik henimod ærkehertugens bil og affyrede på klods hold to skud fra sin pistol. Han ramte ærkehertugen og hertuginden i maven og ærkehertug Franz Ferdinand i nakken. Franz Ferdinand og hertuginde Sophie blev kørt til guvernørens residens, hvor de døde af deres sår.
Princip forsøgte efter mordet at begå selvmord med cyanid og derefter med sin pistol. Princip kastede imidlertid giften op (hvilket også skete for Čabrinović), og Princip blev overmandet, inden han kunne affyre pistolen.

## Arresteration og retssag
Ved den efterfølgende retssag fra den 12. til 23. oktober 1914 blev Princip og 24 andre tiltalt. Alle de seks, der havde stået langs ruten (bortset fra Mehmedbašić) var under 20 år gamle. Der var overvægt af serbere blandt de tiltalte, men der var i gruppen også fire kroater, der alle var statsborgere i Østrig-Ungern. Princip forklarede, at han var ked af at have dræbt hertuginden, og at skuddet var tiltænkt at ramme den østrigske guvernør i Bosnien, Oskar Potiorek, men at han i øvrigt var stolt af sin handling. Den østrigske anklagemyndighed ønskede af politiske årsager at fremstille attentatet som et serbisk komplot, men under retssagen understregede Princip, at hans motiv ikke var serbisk nationalistisk, men panslavisk , og således ikke knyttet til Serbien. Alle øvrige tiltalte forklarede tilsvarende.
Princip blev dømt skyldig i drab og højforræderi og idømt højst mulige straf, 20 års fængsel. Da han var nitten år gammel, da han udførte drabet kunne han efter østrigsk ret ikke idømmes dødsstraf, da grænsen for dødsstraf var 20 års fødselsdag.

## Fængselsophold og død
Princips fængselsstraf blev afsonet i militærfængslet i den habsburgske fæstning i Theresienstadt i det nordlige Bøhmen.
Princip blev lænket til væggen i en enecelle i fæstningen i Theresienstadt, hvor han levede under barske forhold. Han led af tuberkolose, og opholdet fik sygdommen til at udvikle sig hurtigt. Sygdommen ødelagde hans knogler i en grad, der betød, at det var nødvendigt at amputere hans højre arm. I januar 1916 forsøgte Princip at hænge sig i et håndklæde. Under fire samtaler med psykiateren Martin Pappenheim mellem februar og juni 1916 afviste Princip at være ansvarlig for 1. verdenskrigs udbrud, da han var af den opfattelse, at krigen under alle omstændigheder ville være brudt ud.
Da Gavrilo Princip den 28. april 1918 døde, var han svækket af fejlernæring og sygdom. Han vejede ved sin død omkring 40 kg. Hans lig blev gravet ned et hemmeligt sted for at undgå, at hans jordiske rester skulle blive benyttet til nationalistiske formål af slaviske nationalister. En tjekkisk vagt, der havde medvirket ved begravelsen, kunne dog huske stedet, og de jordiske resten blev i 1920 gravet op og fragtet til Sarajevo, hvor de blev begravet endnu engang på "De Hellige Ærkeengles Kirkegård", nu som en heltebegravelse.

## Konsekvenser af attentatet i Sarajevo
Attentatet ledte til den såkaldte Julikrise, hvor Østrig-Ungarn stillede Serbien et ultimatum om bl.a. at slå ned på nationalistiske strømninger i Serbien, hvilket igen ledte til en Østrig-Ungarsk krigserklæring mod Serbien, hvorefter første verdenskrig blev udløst.